# Antonio di Boetio
Antonio di Boetio, noto anche come Antonio di Boezio o Antonio di Buccio (San Vittorino, ... – ...; fl. 1350-1382), è stato uno scrittore italiano, autore di una cronaca attinente alla storia della città dell'Aquila dal 1362 al 1382.

## Biografia
Antonio di Boetio nacque a San Vittorino, nel contado aquilano, da una famiglia modesta sicuramente prima del 1350, poiché sappiamo che in quell'anno si recò a Roma per il giubileo; si trasferì nella città, dove ebbe una famiglia, e si tenne lontano dalla vita pubblica. Di lui sappiamo di un altro viaggio nella città eterna del 1369, di una spedizione in Puglia nel 1372 attinente alle provviste di grano per la città e della sua partecipazione al Consiglio degli abitanti di Poppleto (odierna Coppito) nel 1379; secondo alcuni morì intorno al 1390, mentre per altri era forse ancora in vita nel 1419.

## Opera
Antonio di Boetio ha lasciato una composizione rientrante nel filone delle cronache aquilane: Cronaca delle cose dell'Aquila e della venuta di Re Carlo di Durazzo al Regno dal 1363 al 1382. L'opera riguarda comunque anche anni precedenti: l'esposizione relativa all'anno 1362, infatti, si diffonde anche su fatti anteriori a tale data.
La cronaca aquilana di Boetio fu pubblicata dall'erudito settecentesco Anton Ludovico Antinori nel VI volume delle Antiquitates Italicae Medii Aevi di Ludovico Antonio Muratori. Essa si compone di due parti:
- una cronaca rimata, dal 1362 al 1281, scritta in quartine di versi alessandrini monorimi, la stessa forma metrica scelta per la sua cronaca da Buccio di Ranallo;
- un poema in cinque canti e in ottava rima sulla Venuta di Carlo di Durazzo nel Regno (1378-1382).